# 火星人棋
火星人棋（Martian chess），為Andrew Looney在1995年推出使用冰室棋子的兩人或四人棋類。

## 棋具
- 使用國際象棋棋盤與冰室棋子。但兩位玩家時，只使用一半棋盤。

## 規則
- 棋椎顏色不拘也不代表玩家操控權，棋椎操控權屬於所在區域的擁有者。兩位玩家時各控制半部棋盤的二分之一；四位玩家時各控制棋盤的四分之一。

- 遊戲前，大、中、小棋椎各三枚初始佈置於每位玩家操控區的角隅處，因而每方區域開始時共有九枚棋椎。如下圖：

|  |  |    |    |    |
|  |  | 小 | 小 | 中 |
|  |  | 小 | 中 | 大 |
|  |  | 中 | 大 | 大 |

- 每位玩家回合時，移動自己區域的任一枚棋子。棋子皆為移動至空棋格；或移動至敵棋處並取代其位置，再將敵棋移出棋盤作自己分數。
  - 大棋椎可朝八方直行，格數無限制，中途不得有子。
  - 中棋椎可朝橫豎四方直行，格數一或兩格，中途不得有子。
  - 小棋椎可朝斜四方步行一格。

- 任何玩家的區域沒有棋椎時遊戲立即結束，每位玩家計算所俘虜的棋椎，每枚大棋椎三分，每枚中棋椎兩分，每枚小棋椎一分，高分者勝[1]。

## 外部連結
- 遊戲介紹 （页面存档备份，存于）
- 手機遊戲下載